# Nehardea
Nehardea, (en hebreu: נהרדעא) va ser una ciutat del país de Babilònia, la ciutat estava situada prop del Riu Eufrates. Nehardea, va ser també un dels primers centres del judaisme rabínic. Com a seient de l'Exilarca, la ciutat traça els seus orígens fins als temps del rei Jeconies. Segons el rabí i erudit Xerira Gaó, el rei Jeconies, i els seus companys, van construir una sinagoga a Nehardea, pels fonaments del temple, van fer servir terra i pedres, que havien portat suposadament, des de Jerusalem. Aquesta sinagoga, va esdevenir el seient de la Shekinah a Babilònia. La població jueva de Nehardea, descendia dels esclaus de Paixur ben Immer. (Kiddushin 70b).